# Park Ji-Young
Park Ji-Young (en coreano: 박지영; 6 de junio de 1971) es una deportista surcoreana que compitió en judo. Ganó una medalla de bronce en los Juegos Asiáticos de 1990, y una medalla de plata en el Campeonato Asiático de Judo de 1988.

## Palmarés internacional
| Juegos Asiáticos    | Juegos Asiáticos | Juegos Asiáticos  | Juegos Asiáticos |
| Año                 | Lugar            | Medalla           | Categoría        |
| ------------------- | ---------------- | ----------------- | ---------------- |
| 1990                | Pekín (China)    | Medalla de bronce | –66 kg           |
| Campeonato Asiático |                  |                   |                  |
| Año                 | Lugar            | Medalla           | Categoría        |
| 1988                | Damasco (Siria)  | Medalla de plata  | –66 kg           |